# Język ngando (Republika Środkowoafrykańska)
Język ngando, także bagandou, bangandou, bodzanga, dingando, ngando-kota – język z rodziny bantu, używany w Republice Środkowoafrykańskiej, używany w prefekturze Lobaye.
W klasyfikacji Guthriego zaktualizowanej przez J.F. Maho język ngando zaliczany jest do języków ngondi grupy geograficznej języków bantu C a jego kod to C102.
Dialekty ngando to: dikota (kota) i dikuta.
Nie jest bliżej spokrewniony ani z językiem ngando używanym w Demokratycznej Republice Konga, ani z językiem bangandu używanym w Kamerunie.